# Insula Baffin
Coordonate: 62°-74° N, 62°-90° W

Localizarea insulei Baffin în Arhipelagul Arctic Canadian

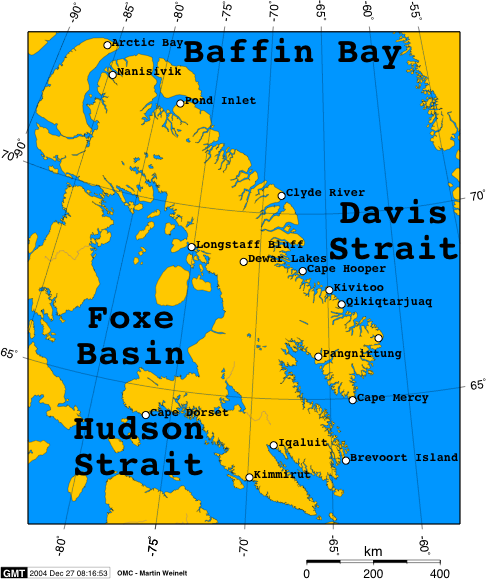
Insula Baffin

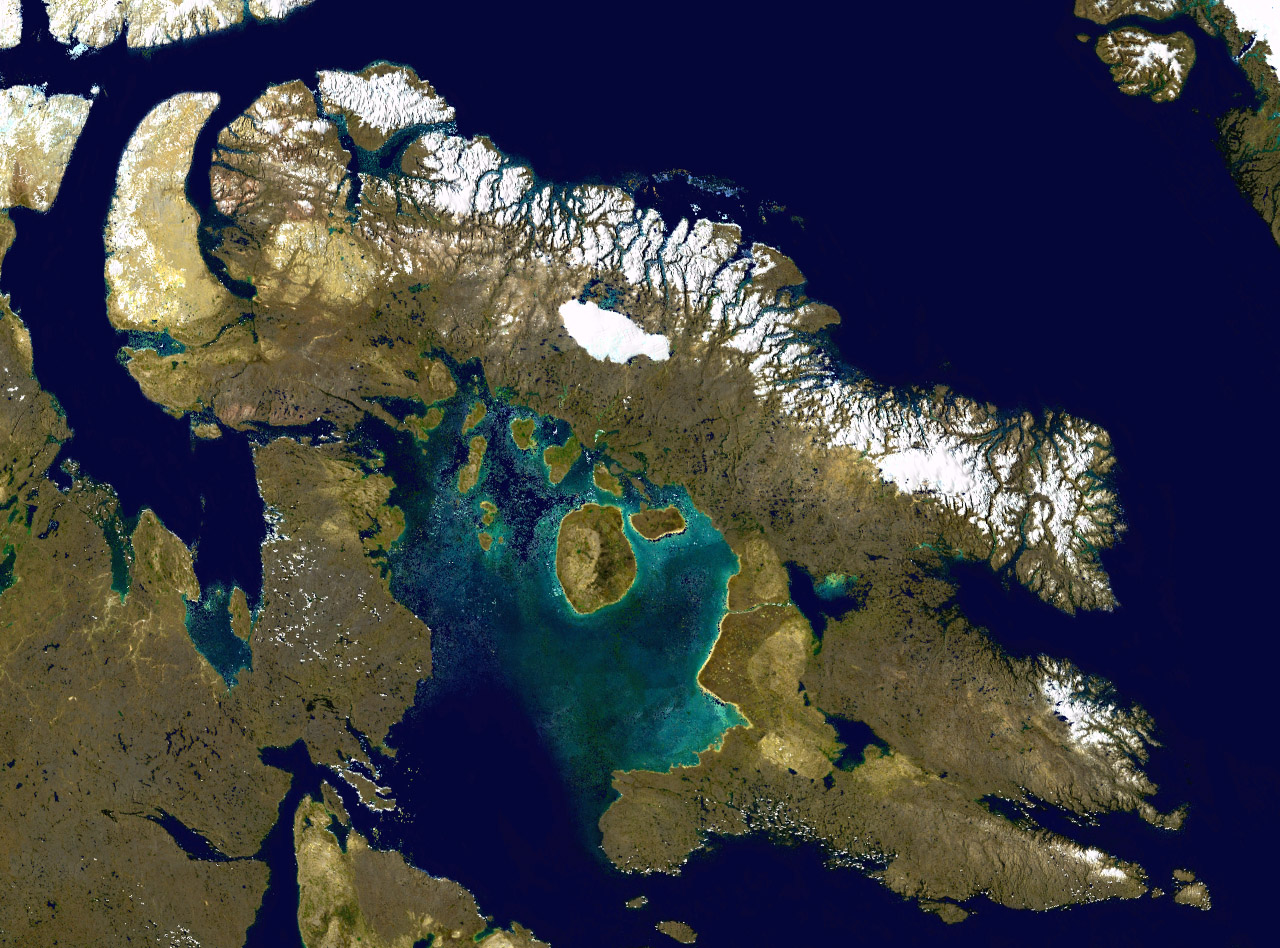
Fotografie din satelit a insulei Baffin

Insula Baffin (în inuktitut:ᕿᑭᖅᑖᓗᒃ, Qikiqtaaluk) este o insulă de mari dimensiuni în estul Arhipelagului Arctic Canadian, în zona Cercului Polar de Nord. Ea aparține administrativ de regiunea Qikiqtaaluk a teritoriului Nunavut din Canada. Cu o suprafață de 507451  km2 este cea mai mare insulă din Canada și a 5-a ca mărime din lume. În anul 2006, pe insulă se înregistra o populație de cca. 11000 persoane, ceea ce o plasează pe primul loc între insulele din Nunavut și din Arhipelagul Arctic Canadian în general.
Insula este numită după exploratorul englez William Baffin (d. 1622).

## Geografie

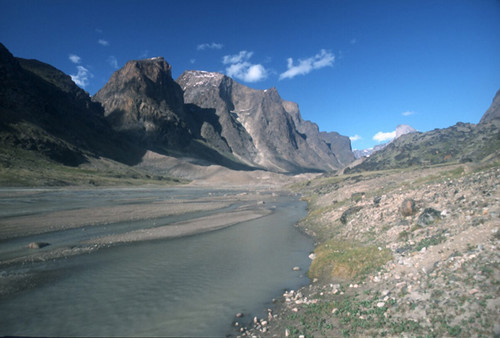
Mount Odin din Munții Baffin

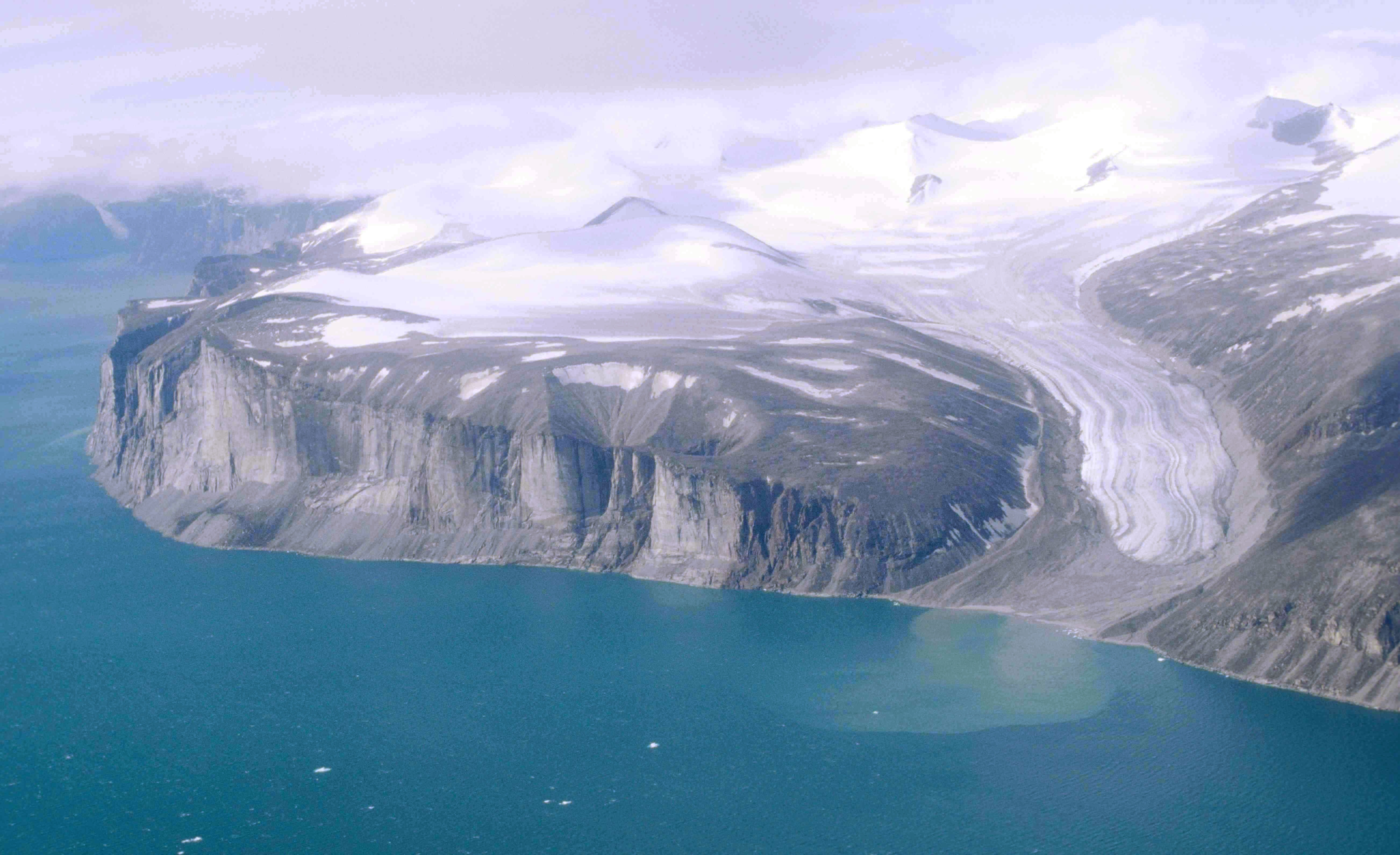
Imagine de pe coasta insulei Baffin

În estul insulei Baffin se află strâmtoarea Davis și Golful Baffin, dincolo de care se întinde Groenlanda. Spre sud, strâmtoarea Hudson o separă de continent. Spre vest este despărțită de peninsula Melville de pe continent prin bazinul Foxe și prin strâmtoarea Fury and Hecla. La nord-vest, golful Boothia o separă de peninsula Boothia și de insula Somerset, iar la nord strâmtoarea Lancaster o separă de insula Devon. În nord-vest, la mică distanță se află insula Bylot. Coasta estică a insulei Baffin este indentată de numeroase fiorduri și golfuri, cele mai importante fiind golfurile Admiralty, Frobisher și Cumberland.
Principalul element geografic de pe insulă sunt Munții Baffin care se întind de-a lungul coastei nord-estice, parte a Cordilierei Arctice. Cel mai înalt vârf este Mount Odin, cu o altitudine de  2147 m. Un alt vârf important este Mount Asgard, situat în Parcul Național Auyuittuq, cu o înălțime de 2011 m.
Suprafața acoperită de gheață pe insula Baffin este de 35900 km2, existând 10224 ghețari. Calota glaciară Barnes este situată în partea centrală a insulei. Studii recente au arătat că această calotă, cea mai veche din Canada, este într-o retragere continuă începând din anii 1950. O altă calotă glaciară importantă este calota Penny, situată în peninsula Cumberland, la nord-vest de pasul Pangnirtung.
Pe insulă există o serie de lacuri, cele mai mari dintre ele, situate în zona central-sudică, fiind lacul Nettilling (5063 km2) și lacul Amadjuak (3058 km2).
Insula este înconjurată de ghețuri aproape tot anul. Până de curând, gheața se topea cel mult pentru o perioadă scurtă în august. În prezent, în zona localității Iqaluit, marea este lipsită de gheață de la sfârșitul lunii iunie până la sfârșitul lui septembrie.
Datorită curenților de aer predominanți dinspre nord, insula Baffin, ca și mare parte din estul Canadei, are o climă foarte rece. Iernile sunt foarte lungi și reci, iar verile scurte, cu cerul acoperit de nori și cu ceață. Zăpada se topește mult mai târziu decât în zone de la latitudini similare - la începutul lui iunie la Iqaluit și la începutul lui iulie pe coasta nordică.

### Așezări umane

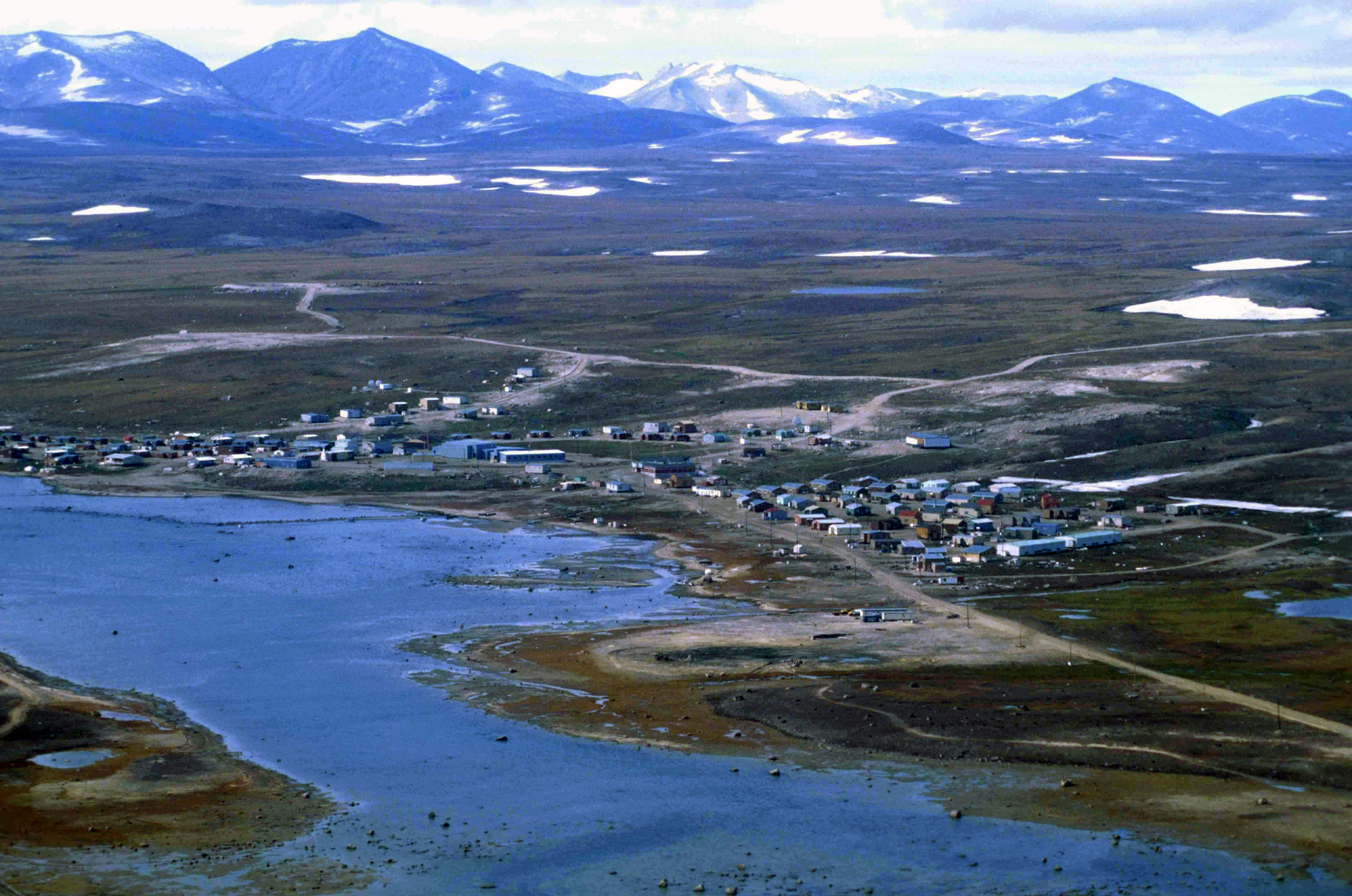
Satul Clyde River de pe insula Baffin

Cea mai importantă așezare de pe insula Baffin este Iqaluit, care în același timp este și capitala teritoriului Nunavut. Până în 1987, orașul, localizat în partea de sud-est a insulei, s-a numit Frobisher Bay, după golful în care se află.
| Așezarea    | Coordonate geografice                          | Populație |  |
| Iqaluit     | 63°44′55″N 068°31′11″V / 63.74861°N 68.51972°V | 6,184     |  |
| Pangnirtung | 66°08′52″N 065°41′58″V / 66.14778°N 65.69944°V | 1,325     |  |
| Pond Inlet  | 72°41′57″N 077°57′33″V / 72.69917°N 77.95917°V | 1,315     |  |
| Clyde River | 70°28′26″N 068°35′10″V / 70.47389°N 68.58611°V | 820       |  |
| Arctic Bay  | 73°02′11″N 085°09′09″V / 73.03639°N 85.15250°V | 690       |  |
| Kimmirut    | 62°50′48″N 069°52′07″V / 62.84667°N 69.86861°V | 411       |  |

O altă așezare, Nanisivik (73°02′05″N 084°32′13″V / 73.03472°N 84.53694°V), este în prezent abandonată, după ce mina de plumb și zinc care opera în vecinătate a fost închisă în anul 2002, dar există planuri pentru reamenajarea zonei ca bază de alimentare pentru Forțele Canadiene.
În plus, pe insule din vecinătatea insulei Baffin se mai află alte două așezări, Qikiqtarjuaq (67°33′29″N 064°01′29″V / 67.55806°N 64.02472°V 473 locuitori)  și Cape Dorset (64°13′54″N 076°32′25″V / 64.23167°N 76.54028°V 1236 locuitori).
Cea mai mare parte a insulei Baffin este situată deasupra Cercului Polar de Nord astfel încât toate așezările de la nord de Pangnirtung sunt supuse ciclului de noapte și zi polară. De exemplu, la Clyde River, ziua polară durează două luni și jumătate, din 14 mai până în 28 iulie, iar din 26 aprilie până în 13 mai și din 29 iulie până în 16 august domină lumina crepusculară. Noaptea polară durează din 22 noiembrie până în 19 ianuarie, dar chiar și atunci sunt perioade zilnice de până la 4 ore cu lumină crepusculară.

## Fauna

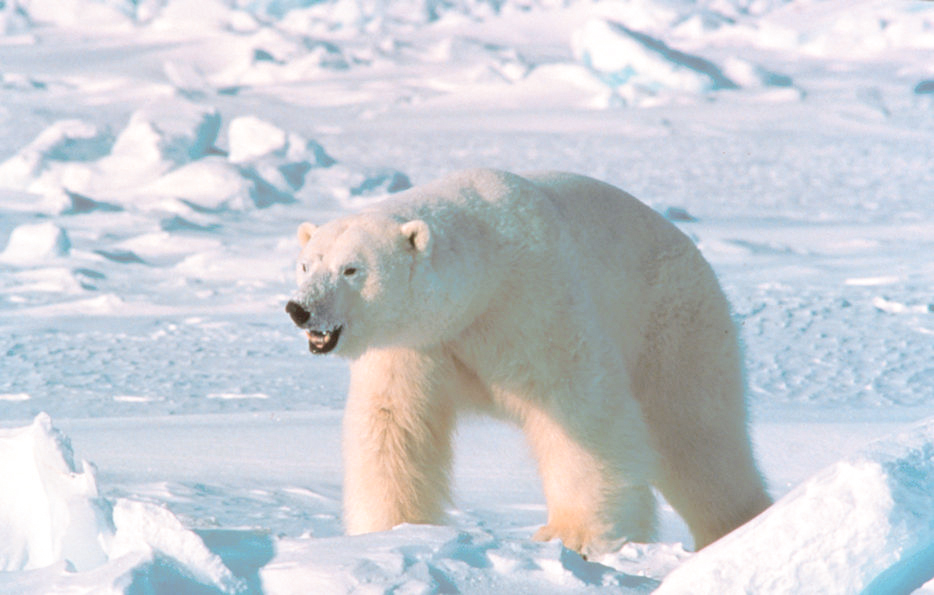
Urs polar

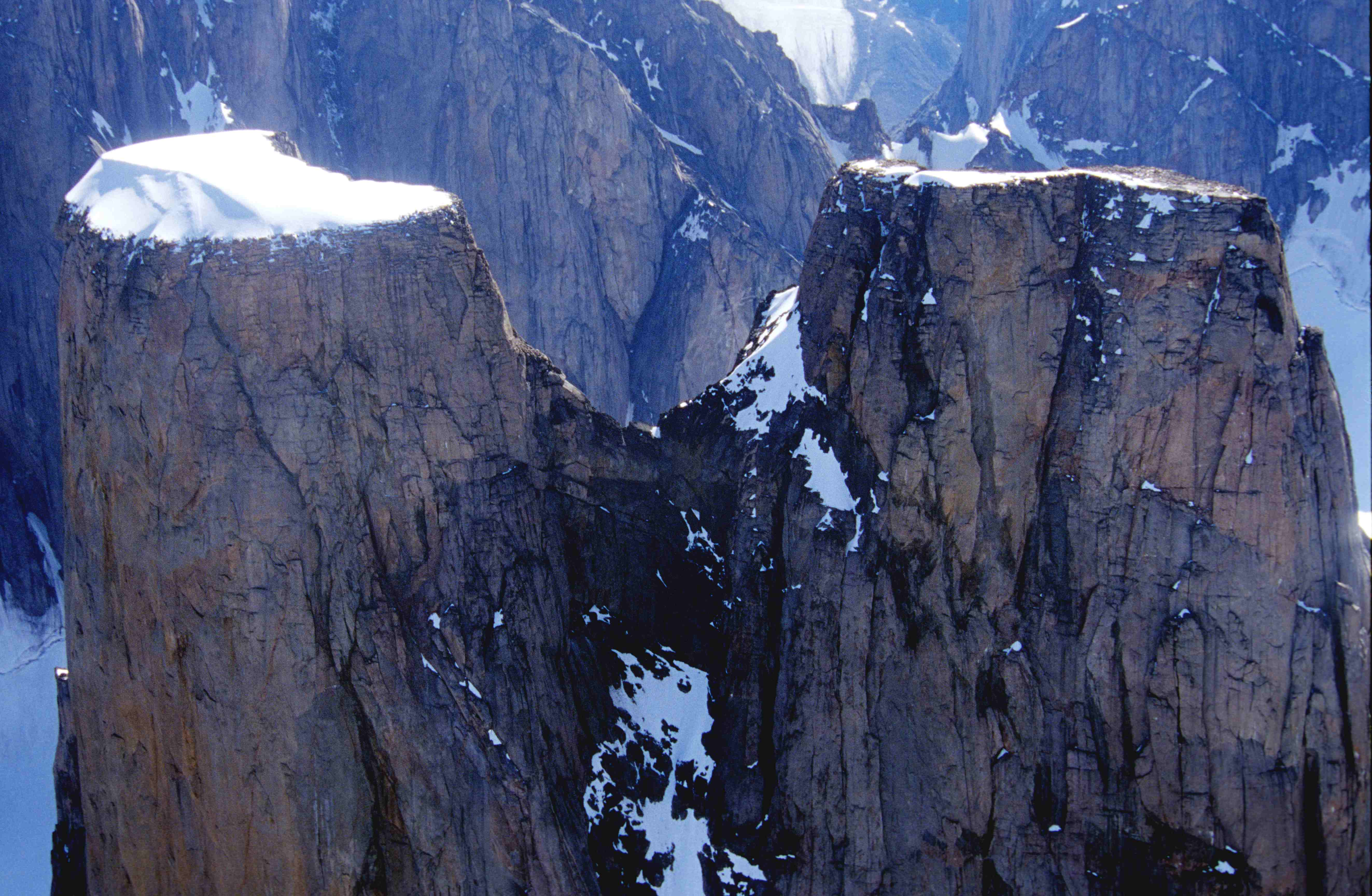
Mount Asgard, în Parcul Național Auyuittuq

Pe insulă, dintre mamifere se găsesc caribu, urși polari, vulpi polare, lupi polari, iepuri polari și lemingi. 
Insula Baffin este o destinație importantă de cuibărire pe rutele multor specii de păsări migratoare. 
Sanctuarul de păsări migratoare Dewey Soper protejează o zonă în care pe timpul verii cuibăresc cca. 2 milioane de păsări migratoare.
Pe coaste și în apele sau pe ghețurile din jurul insulei se întâlnesc numeroase foci inelate (pusa hispida). Focile de Groenlanda (phoca groenlandica) migrează în fiecare primăvară dinspre zonele de reproducere din largul coastelor peninsulei Labrador și coastelor sud-estice ale Groenlandei spre nordul insulei Baffin.
Poliniile din bazinul Foxe atrag în fiecare vară spre coastele vestice ale insulei Baffin un mare număr de morse de Atlantic (odobenus rosmarus rosmarus) dinspre zone mai sudice, în bazinul Foxe găsindu-se cea mai mare turmă de morse din Canada, dar și balene de Groenlanda (Balaena mysticetus) dinspre strâmtoarea Hudson, unde iernează, înspre nordul bazinului. Se mai întâlnesc și beluga și narvali.

Pangnirtung în sud și Qikiqtarjuaq în nord sunt puncte de acces în Parcul Național Auyuittuq, primul parc național al Canadei de la nord de cercul polar. Parcul, cu o suprafață de 19089 km2, cuprinde cele mai înalte vârfuri din Munții Baffin, calota glaciară Penny, zone de coastă brăzdate de fiorduri și pasul Akshayuk, folosit de inuiți încă din vechime. 
Tot pe insula Baffin se află și o mare parte din Parcul Național Sirmilik, respectiv două zone separate din partea de nord-vest a insulei: fiordul Oliver Sound și peninsula Borden. Acest parc, accesibil din Pond Inlet și Arctic Bay, cuprinde de asemenea și insula Bylot din apropierea coastelor nord-estice ale insulei Baffin. Parcul Național Sirmilik reprezintă regiunea naturală a câmpiilor arctice nord-estice și regiunea marină a strâmtorii Lancaster și cuprinde între altele o mare colonie de păsări marine lângă golful Baillarge.
Pe insula Baffin au fost amenajate și o serie de parcuri provinciale și istorice, cum ar fi parcurile Kekerten, Katannilik, Sylvia Grinnell, Mallikjuaq și Qaummaarviit.

## Istoric
Primii locuitori ai insulei Baffin aparțineau așa-numitei Culturi paleo-eschimose timpurii sau Pre-Dorset, care în urmă cu cca. 4000 de ani a început să se răspândească dinspre Alaska de Vest spre est.
În jurul anului 1000 î.Hr. a apărut cultura Dorset, numită după insula cu același nume din apropierea coastelor insulei Baffin și caracterizată prin apariția de locuințe permanente și unele progrese în tehnicile de pescuit și vânătoare.
În jurul anului 1000, dinspre Alaska de nord a pornit spre est un nou val de imigranți, aparținând culturii Thule, încurajați de o încălzire temporară a climei. Datorită tehnicilor și armelor mai avansate, între secolele XI și XIII ei au reușit să elimine reprezentanții culturii Dorset de pe insulă. 
Dar și purtătorii culturii Thule au trebuit să se adapteze unor condiții climatice mai reci după anul 1200, astfel apărând inuiții moderni.

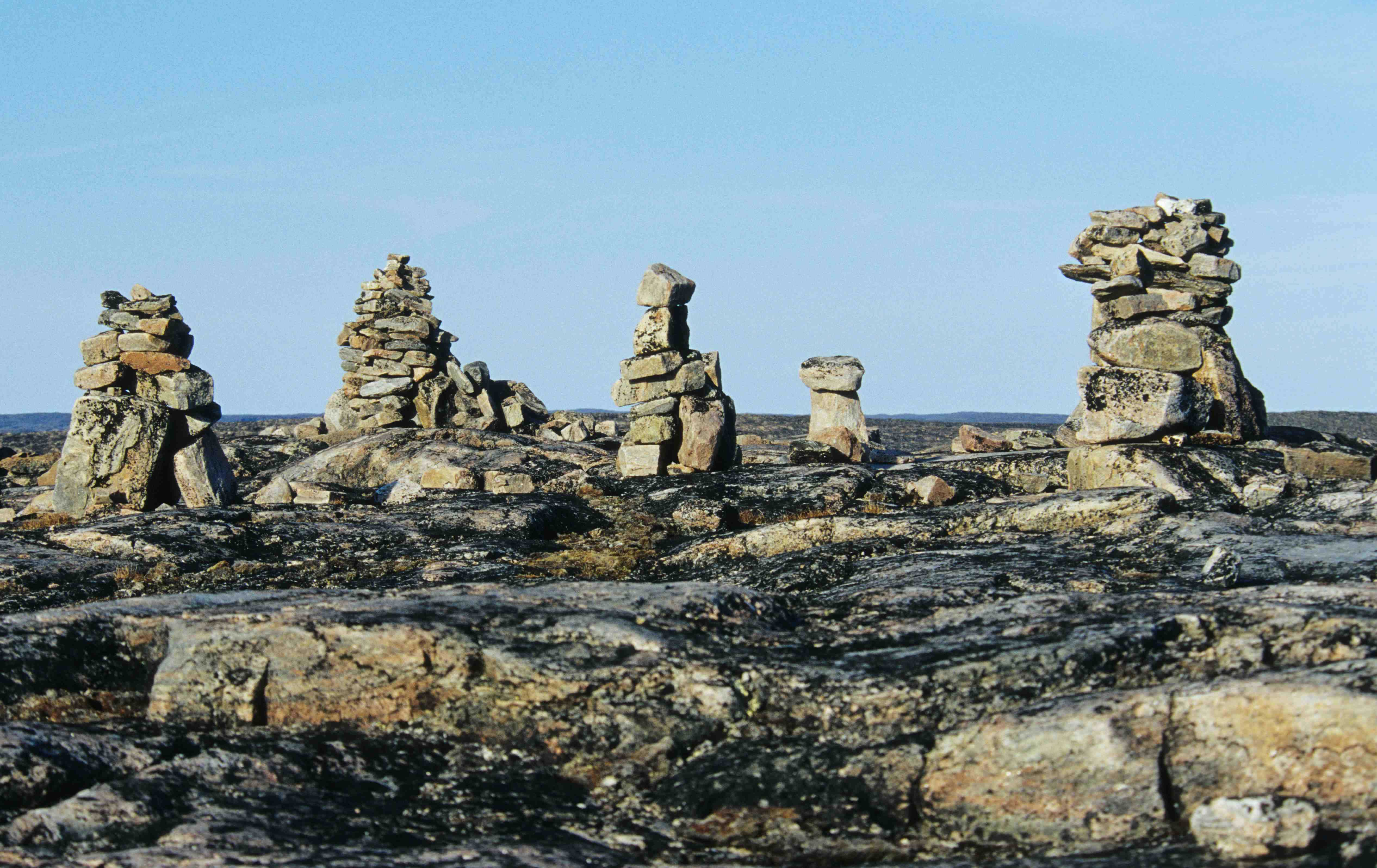
Coloane de piatră numite inuksuk, ridicate de inuiți în zona peninsulei Foxe din insula Baffin

Tot în jurul anului 1000 au ajuns și vikingii în America de Nord, pornind de la bazele lor din Islanda și Groenlanda. Se pare că ei cunoșteau și un ținut numit Helluland, identificat în prezent cu insula Baffin. În anul 2008, lângă satul Kimmirut au fost descoperite vestigii arheologice care par să indice prezența unor exploratori și comercianți europeni pe insulă încă din jurul anului 1000 d.Hr.
În 1576, Martin Frobisher a descoperit insula și a revenit în zonă în cursul următoarelor două călătorii din 1577 și 1578, luând în posesie zonele arctice în numele Angliei. El a fost urmat de John Davis în 1585-1587 care a navigat până în strâmtoarea Cumberland și de William Baffin care a cartografiat coasta de est a insulei în 1616. Thomas James (1631) și Luke Fox (1632) au extins și ele cunoașterea despre insula Baffin și împrejurimile sale, dar apoi a urmat o pauză de aproape două sute de ani în explorările din zona arctică insulară.
William Parry a explorat coasta de vest în 1821-23, fiind urmat de vânători de balene anglofoni care au înființat avanposturi pe insulele din strâmtoarea Cumberland spre sfârșitul anilor 1850. În cadrul Primului An Polar Internațional (1882-1883), cercetătorii germani au înființat o stație meteorologică lângă fiordul Kingua (numit în prezent Clearwater), la capătul strâmtorii Cumberland. Compania Golfului Hudson a înființat prima factorie pe insulă în 1911 la Lake Harbour (actuala localitate Kimmirut).